# Apôtres de Linné

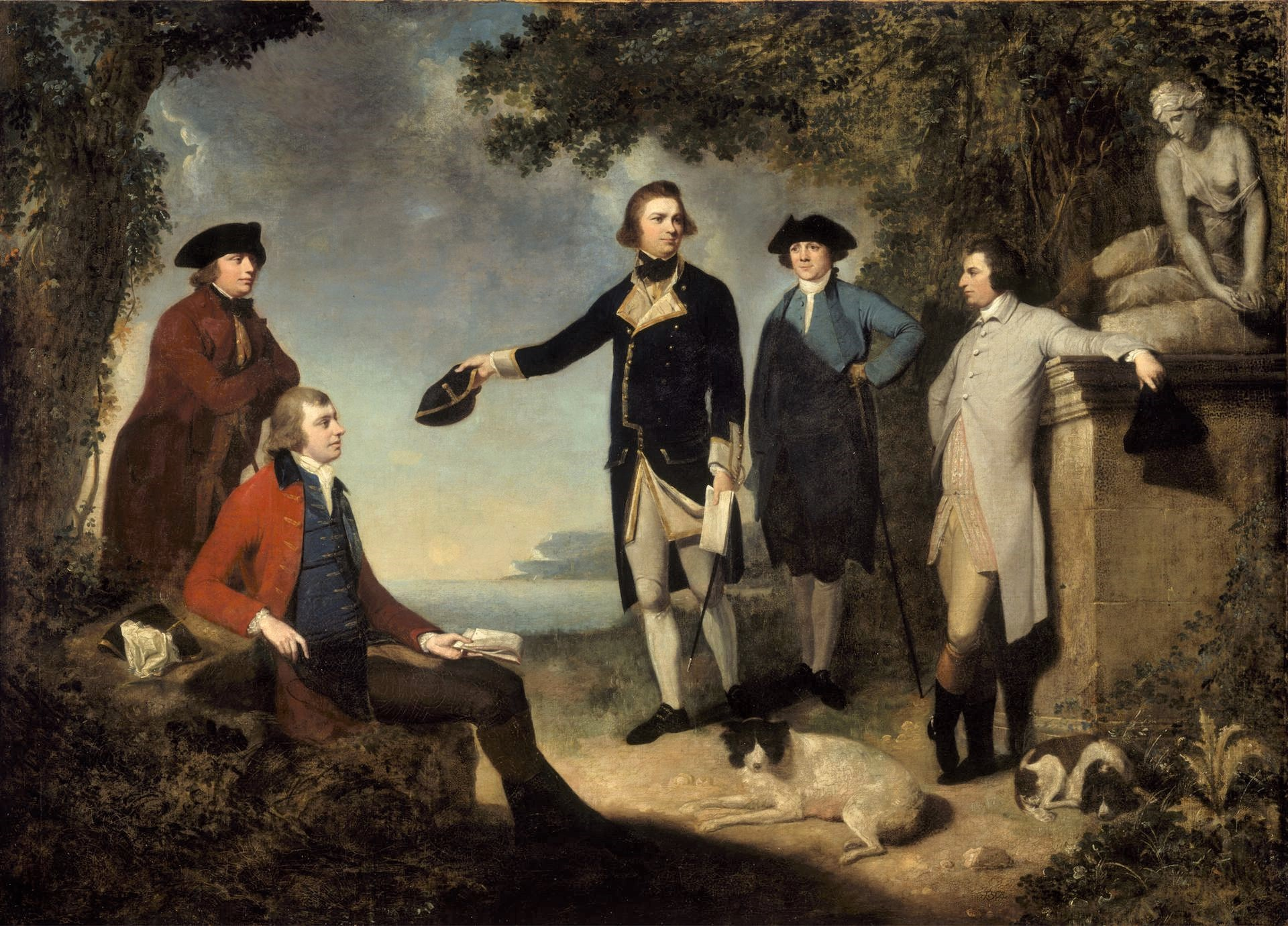
Tableau de John Hamilton Mortimer représentant de g. à d. Daniel Solander (apôtre de Linné), Joseph Banks, le capitaine Cook, John Hawkesworth et le comte de Sandwich (1771), juste avant le 1er tour du monde du capitaine Cook

Les apôtres de Linné, ainsi que Carl von Linné lui-même les désignait, constitue un groupe de dix-sept élèves de Linné, parmi les nombreux disciples qu'il forma. Il les envoya ou les recommanda dans des expéditions aux quatre coins du monde dans la seconde moitié du XVIIIe siècle. Ils recueillirent de nombreux spécimens botaniques ou zoologiques dont Carl von Linné fit la description pour une grande partie d'entre eux.

## Liste des apôtres de Linné
† = mort au cours de son expédition
| Nom                     | Départ | Retour | But du voyage                                                     |
| ----------------------- | ------ | ------ | ----------------------------------------------------------------- |
| Christopher Tärnström   | 1745   | †      | Chine                                                             |
| Pehr Kalm               | 1748   | 1751   | Amérique du Nord                                                  |
| Olof Torén              | 1748   | 1752   | Java, Chine                                                       |
| Carl Fredrik Adler      | 1748   | 1761 † | Chine, Inde, Java                                                 |
| Fredric Hasselquist     | 1749   | †      | Extrême-Orient                                                    |
| Pehr Osbeck             | 1750   | 1752   | Chine                                                             |
| Pehr Löfling            | 1751   | †      | Espagne, Venezuela                                                |
| Daniel Rolander         | 1754   | 1756   | Suriname                                                          |
| Anton Rolandsson Martin | 1758   | 1758   | Arctique, Norvège                                                 |
| Pehr Forsskål           | 1761   | †      | Arabie                                                            |
| Johann Peter Falck      | 1768   | †      | Sibérie                                                           |
| Daniel Solander         | 1768   | 1772   | 1er tour du monde de James Cook, 1772: Islande, Hébrides, Orcades |
| Andreas Berlin          | 1772   | †      | Sierra Leone                                                      |
| Carl Peter Thunberg     | 1772   | 1779   | Afrique du Sud, Java, Japon, Ceylan                               |
| Anders Sparrman         | 1772   | 1776   | 2e tour du monde de James Cook                                    |
| Göran Rothman           | 1773   | 1776   | Libye, Tunisie, (1765: Åland)                                     |
| Adam Afzelius           | 1792   | 1796   | Sierra Leone                                                      |

## Historique

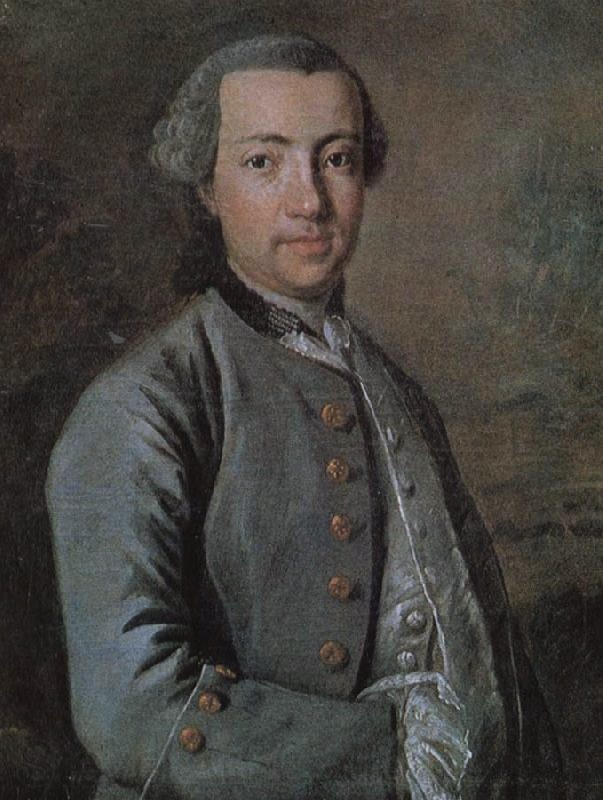
Pehr Forsskål, mort en Arabie

Un certain nombre des apôtres de Linné commencent leur voyage en partant de Suède. Ils sont docteurs en médecine pour la plupart et quelques-uns pasteurs et ont étudié à l'université d'Uppsala auprès de Linné. Ils embarquent parfois à bord de navires de la compagnie suédoise des Indes orientales. Ces expéditions sont presque toujours fort dangereuses. Sept d'entre eux y perdent la vie. Le premier apôtre, Christopher Tärnström, meurt de fièvre tropicale à Côn Son au large de la Cochinchine en 1747, ce qui provoque la colère de sa veuve contre Linné, restée seule avec ses enfants orphelins de père. Aussi Linné décide-t-il après ce drame de ne plus envoyer que des célibataires.
Carl von Linné demeure fort impliqué de ces voyages, laissant des recommandations écrites à ses anciens étudiants en précisant ce qu'ils doivent rechercher et explorer. En retour, les apôtres envoient des lettres et des spécimens botaniques à Linné au cours ou à la fin de leur voyage. Ils doivent forcément lui envoyer des spécimens botaniques à la fin de leur expédition. Cependant Daniel Rolander choisit de ne pas envoyer de collection à son maître, ce qui lui vaut des critiques de sa part.
Tous les apôtres découvrent de nouvelles plantes, des animaux ou insectes inconnus, qui sont nommés et catalogués par Linné. En fin de compte, ils propagent la taxonomie linnéenne et la plupart des expéditions à partir de cette époque prennent avec elles des naturalistes formés de cette manière.